# Dominggus Mandacan
Dominggus Mandacan (né en 1959 à Manokwari) est un homme politique indonésien. Il est gouverneur de la province de Papouasie occidentale de 2017 à 2022.